# Ieixivà Xa'alvim
La Ieixivà Xa'alvim (en hebreu: ישיבת שעלבים) és un col·legi, una ieixivà hesder, i un institut d'educació secundària, la ieixivà es troba en el Quibuts Xa'alvim.

## Història
La Ieixivà Xa'alvim va ser fundada en 1961 pel Rabí Meir Schlesinger, el rabí del quibuts Xa'alvim. La ieixivà, al igual que el quibuts, estava originalment afiliada al partit polític Poalei Agudat Yisrael, la ideologia del qual pot descriure's com propera a l'organització World Agudath Israel i a l'organització Mizrachi World Movement.
El Rabí Schlesinger va servir com el director de la ieixivà durant més de 30 anys. Per més de 20 anys, va ser professor el Rabí Shimon Zelaznik, un estudiant del Rabí Isser Zalman Meltzer de la Ieixivà Etz Chaim situada a Jerusalem. El Rabí Yitzchak Dzimtrovski, un dels principals estudiants del Rabí Shmuel Rozovsky a la Ieixivà de Ponevezh, i professor de la Ieixivà Kol Yaakov, situada a Jerusalem, va pronunciar una conferència general setmanal. El primer supervisor va ser el Rabí Yitzchak Gittelman, qui havia estat alumne del Rabí Yeruchom Levovitz, supervisor de la Ieixivà Mir de Jerusalem. Un supervisor (mashgiach) posterior va ser el Rabí Moshe Yechiel Tzuriel Weiss, un autor prolífic. El període entre els anys 1970 i 1985, durant el qual aquests rabins van servir a la Ieixivà Xa'alvim, pot considerar-se com l'edat d'or de la ieixivà. Els actuals caps de la ieixivà van estudiar tots a la Ieixivà Xa'alvim durant aquest període.
A principis de la dècada de 1990 molts dels rabins originals de la ieixivà van començar a retirar-se i els seus llocs van ser ocupats per graduats de la ieixivà Xa'alvim i altres ieixives sionistes religioses. Aquest canvi va coincidir amb la desaparició del moviment Poalei Agudat Yisrael, i amb la creixent divisió entre els moviments religiosos nacionals i els moviments ultraortodoxos a la Terra d'Israel. En els anys següents la ieixivà va créixer significativament, i va esdevenir el centre d'un campus educatiu que inclou un kolel, un col·legi de professors, un institut-ieixivà per a joves, un institut femení, una escola primària, i una escola Talmud Torà. A principis de la dècada de 1990 es va construir un Yixuv religiós nacional anomenat Nof Ayalon, al voltant del campus educatiu de la Ieixivà Xa'alvim. Més de 400 famílies viuen en el yishuv, incloent molts graduats de la ieixivà.
Els graduats de la ieixivà han fundat les ieixives hesder a Samaria i a Sederot. En els darrers anys, la ieixivà també ha obert un seminari per a dones procedents dels Estats Units i d'altres països situat a Jerusalem.
Avui dia, la ieixivà està dirigida pel Rabí Michael Jammer, el fill del professor Max Jammer; el col·legi està dirigit pel Rabí Gidon Binyamin, el rabí de Nof Ayalon; i el supervisor (mashgiach) és el Rabí Aryeh Ben Yaakov, tots ells són antics alumnes de la Ieixivà Xa'alvim. Entre altres rabins cal assenyalar al Rabí Moshe Ganz, l'antic director del kolel de la Ieixivà Mercaz HaRav Kook, i un estudiant personal del Rabí Zvi Yehuda Kook, i al Rabí Yoel Amital, un graduat de la Ieixivà Har Etzion, i un alumne personal del seu pare, el Rabí Yehuda Amital.

## Programa per a estudiants estrangers
La Ieixivà Xa'alvim, té un programa per als estudiants procedents dels Estats Units i d'altres països com el Regne Unit, Canadà, França, Bèlgica, Hongria, Sud-àfrica i Austràlia. Aquest programa va ser dirigit durant molts anys pel Rabí Mallen Galinsky, i actualment és dirigit pel Rabí Ari Waxman i és assistit pel Rabí Aryeh Leibowitz. En els darrers anys, el programa ha crescut significativament, i més de 100 estudiants assisteixen anualment. En 2004, Xa'alvim va obrir una secció femenina, i va iniciar un programa per a les estudiants d'altres països. El programa anomenat Shaalvim for Women, es troba a Jerusalem, i està dirigit pel Rabí Yamin Goldsmith, un ex-alumne de la Ieixivà Xa'alvim. Aproximadament 80 dones joves assisteixen al programa anualment, i unes 15 tornen per a un segon any d'estudi.

## Filosofia
La Ieixivà Xa'alvim té una certa proximitat amb la filosofia del judaisme alemany. El Rabí Schlesinger, i l'antic Rabí Yaakovson, van estudiar a la Ieixivà Kol Torah, fundada pel Rabí Yechiel Michel Schlesinger. Tant el Rabí Schlesinger, com el Rabí Yaakovson, són descendents de prominents famílies jueves alemanyes. El Rabí Schlesinger, és fill de Falk Schlesinger, l'antic director del Centre Mèdic Shaare Zedek, situat a Jerusalem.
Altres llaços amb el judaisme alemany, inclouen el fenomen de que molts dels estudiants, particularment a l'escola secundària, estan associats amb el moviment juvenil fundat per jueus alemanys anomenat Ezra (anteriorment afiliat amb el partit Poalei Agudat Israel). En 2006, la Ieixivà Xa'alvim va assumir el control de l'Institut Isaac Breuer, fundat en memòria del jueu alemany Isaac Breuer. L'institut publica la revista acadèmica trimestral HaMaayan.